# UANA Cup 2011 (femminile)
L'UANA Cup 2011 femminile si è svolta in Brasile a San Paolo dal 21 al 27 febbraio.
Questa competizione ha come partecipanti 3 squadre: Cuba,  Brasile e  Argentina.

## Girone
| Squadra   | PTS | G | V | N | P | GF | GS | DR  |
| --------- | --- | - | - | - | - | -- | -- | --- |
| Brasile   | 6   | 2 | 2 | 0 | 0 | 22 | 12 | +10 |
| Cuba      | 3   | 2 | 1 | 0 | 1 | 22 | 17 | +6  |
| Argentina | 0   | 2 | 0 | 0 | 1 | 12 | 27 | -15 |

### Risultati
| Data     | Partita | Partita | Partita   |
| -------- | ------- | ------- | --------- |
| 23.02.11 | Brasile | 12 - 5  | Argentina |
| 24.02.11 | Cuba    | 15 - 7  | Argentina |
| 25.02.11 | Brasile | 10 - 7  | Cuba      |

## Fase Finale

### Semifinale
| Data     | Partita | Partita | Partita   |
| -------- | ------- | ------- | --------- |
| 26.02.11 | Cuba    | 11 - 7  | Argentina |

### Finale
| Data     | Partita | Partita | Partita |
| -------- | ------- | ------- | ------- |
| 27.01.11 | Brasile | 10 - 7  | Cuba    |

## Classifica finale
| Pos. | Squadra   |
| ---- | --------- |
|      | Brasile   |
|      | Cuba      |
|      | Argentina |